# Ипсилон Близнецов
Ипсилон Близнецов (лат. υ Geminorum), 69 Близнецов (лат. 69 Geminorum) — одиночная (предположительно переменная) звезда в созвездии Близнецов на расстоянии приблизительно 270 световых лет (около 83 парсеков) от Солнца. Видимая звёздная величина звезды — +4,04m. Возраст звезды оценивается как около 3,53 млрд лет.

## Характеристики
Ипсилон Близнецов — красный гигант спектрального класса M0III. Масса — около 1,52 солнечной, радиус — около 44 солнечных, светимость — около 417 солнечных. Эффективная температура — около 3926 К.